# Onthophagus comottoi
Onthophagus comottoi là một loài bọ cánh cứng trong họ Bọ hung (Scarabaeidae).